# Ren Chang Ching
Ren Chang Ching (o Qin Renchang; transliteración del 秦仁昌) (Distrito de Wujin, Jiangsu, 1898 - Pekín, 1986) fue un profesor, botánico, y pteridólogo chino.

## Biografía
Completó sus estudios en la Universidad de Nankín, estudió agricultura y especializado en botánica. Reconoció una falta de colecciones botánicas en China, pues las plantas recolectadas se enviaban a Europa, y EE. UU. Adquirió conocimientos casi exclusivamente extranjeros, estudió idiomas dominando el inglés, castellano, francés, y leía alemán y ruso. Estableció contacto con los principales botánicos occidentales. Con motivo del V Congreso de botánica, realizó una gira por las capitales de Europa entre 1930 a 1932 (en particular, se centró en las colecciones chinas en Kew Gardens). A su regreso a China, se comprometió con la creación de herbarios y jardines botánicos. Fundó el Instituto de Biología Vegetal de Lijiang. Forzado por la invasión japonesa a huir a Kunming y Yunnan, quedando después de la liberación en director del Departamento de Biología de la Universidad de Yunnan. También se desempeñó desde 1949 como consejero de varios servicios forestales. También continuó el estudio, hasta su muerte, de helechos.
Aseguró colecciones importantes en muchas partes de China: de 1923 a 1928 en Nankín, Jiangsu, Zhejiang al sur de Anhui, el sur y oeste de Hubei, Qinghai, Gansu, Mongolia, Guangxi, Guangdong, desde 1938 en Yunnan y después de 1952 en el sur de China, hacia la frontera con Birmania.
Fue especialista de helechos, renovando la clasificación. Fundó en 1934 con Hu Xianxiao y Chen fenghuai el Jardín Botánico de Monte Lu.
Con Hu Xiansu y Chen Huanyong, es uno de los principales fundadores de la botánica moderna de China.

## Obra

### Libros
- 1929. Some new species of ferns from Kwangsi, China. 13 pp.
- -------, Hsen Hsu Hu. 30Icones filicum sinicarum 102 pp.
- 1930. The studies of Chinese ferns. 71 pp.
- -------, Hu Xiansu. Icones filicum sinicarum - Nankin, Academia sinica, 1930-1937 - 4 vols.
- -------, ts'in jen-Chang, tsiang Ying. 1932. The Studies of chinese ferns. VIII..., Renchang Ching... Notes on chinese apocynaceae I..., Ying Tsiang... 260 pp.
- carl f. Christensen, ren chang Ching, chung-shan ta Hsüeh. 1933. Annotationes et corrigenda ad Wu, Wong et Pong: Polypodiaceae Yaoshanensis, Kwangsi. Ed. Sun Yatsen University. 32 pp.
- 1938. A revision of the Chinese and Sikkim-Himalayan Dryopteris with reference to some species from neighbouring regions. Volumen 6, N.º 5 de Bulletin of the Fan Memorial Institute of Biology. 116 pp.
- 1940. Classification naturelle des Polypodiaceae
- 1941. A botanical trip in the Ho Lan Shan. inner Mongolia
- 1988. Selected papers of Ching Ren Chang. 366 pp. ISBN 7-03-000753-0
- 1999. Ching memorial volume: a collection of pteridological papers published to commemorate the centenary of the birth of Professor Ren-Chang Ching. 503 pp. ISBN 7-5038-2339-9
- 1999. 中国蕨类植物科属志 (Familiae generaque pteridophytorum Sinicorum). Pekin : Di 1 ban. 1991

## Reconocimientos
- 1955: electo a la Academia Sínica de Ciencias

## Eponimia
Género
- (Acanthaceae) Chingiacanthus Hand.-Mazz.[1]
- (Thelypteridaceae) Chingia Holttum[2]

Numerosísimas especies chingii, chingiana, chingianus, chingianum